# Pistoia Basket 2007-2008
Questa voce raccoglie le informazioni riguardanti il Pistoia Basket 2000 nelle competizioni ufficiali della stagione 2007-2008.

## Stagione
La stagione 2007-2008 del Pistoia Basket 2000 sponsorizzata Powerdry, è la 1ª nel secondo campionato italiano di pallacanestro, la Legadue.

## Organigramma societario
- Presidente: Roberto Maltinti
- Vicepresidenti: Antonio Caso, Ivo Lucchesi
- General Manager: Massimo Bulgarelli
- Direttore sportivo: Giulio Iozzelli
- Team Manager: Stefano Della Rosa
- Amministrazione: Massimo Capecchi
- Marketing e comunicazione: Michele Stilli

- Allenatore: Maurizio Lasi
- Assistenti: Massimo Lasi, Cristiano Biagini
- Addetto statistiche: Giorgio Braccesi
- Preparatore atletico: Andreas Mammoli
- Medici sociali: Roberto Barbieri, Paolo Ginanni
- Massaggiatore: Vinicio Vignali
- Responsabile settore giovanile: Massimiliano Nesi

## Roster
| Pistoia Basket 2007-08 | Pistoia Basket 2007-08 |
| Giocatori              | Staff tecnico          |
| ---------------------- | ---------------------- |

| N. | Naz.                                     | Ruolo | Nome                 | Anno | Alt.   | Peso   |  |
| -- | ---------------------------------------- | ----- | -------------------- | ---- | ------ | ------ |  |
| 4  | Stati Uniti (bandiera)                   | AC    | Elton Tyler          | 1979 | 205 cm | 102 kg |  |
| 5  | Italia (bandiera)                        | GA    | Leonardo Zaccariello | 1982 | 187 cm | 89 kg  |  |
| 6  | Lettonia (bandiera)                      | AP    | Jānis Porziņģis      | 1982 | 201 cm | 102 kg |  |
| 7  | Italia (bandiera)                        | P     | Matteo Bertolazzi    | 1979 | 181 cm | 80 kg  |  |
| 8  | Italia (bandiera)                        | AC    | Fiorello Toppo       | 1980 | 198 cm | 97 kg  |  |
| 11 | Italia (bandiera) · Argentina (bandiera) | AC    | Óscar Chiaramello    | 1972 | 201 cm | 100 kg |  |
| 12 | Italia (bandiera)                        | AP    | Massimo Baroncelli   | 1989 | 200 cm | 100 kg |  |
| 14 | Italia (bandiera)                        | AG    | Francesco Modica     | 1982 | 203 cm | 101 kg |  |
| 15 | Stati Uniti (bandiera)                   | G     | Boo Davis            | 1982 | 190 cm | 90 kg  |  |
| 18 | Italia (bandiera)                        | P     | Alessandro Bencaster | 1980 | 193 cm | 86 kg  |  |
|    | Italia (bandiera)                        | PG    | Francesco Nesi       | 1990 | 190 cm | 72 kg  |  |
|    | Italia (bandiera)                        | G     | Guido Rosselli       | 1983 | 198 cm | 100 kg |  |
|    | Italia (bandiera)                        | PG    | Stefano Tomassoni    | 1990 | 188 cm | 81 kg  |  |

| Allenatore                                                                                     |
| - Maurizio Lasi                                                                                |
| Assistente/i                                                                                   |
| - Massimo Lasi - Cristiano Biagini Legenda - (C) Capitano - (IN) Inattivo - Infortunato Roster |